# Géographie de l'Albanie

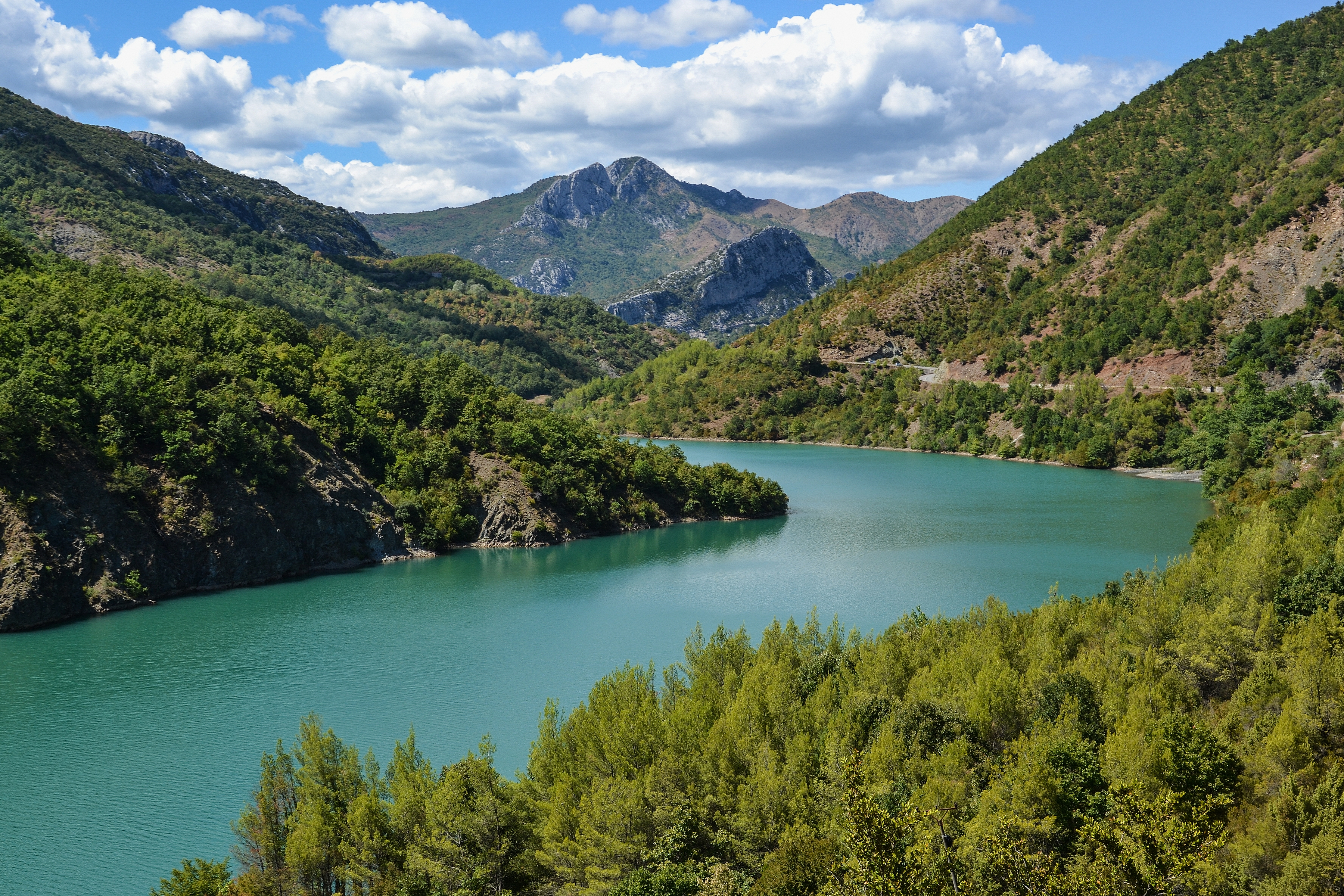
Le lac Shkopeti, sur la rivière Mat, en Albanie. Aout 2017.

L'Albanie est un petit État situé entre les Balkans et la mer Méditerranée. Son climat est de type méditerranéen sur la frange littorale, continental ailleurs.

## Données géographiques
Tirana en est la capitale, la cité atteignant presque le million d’habitants ; les autres villes importantes du pays sont : Durrës (environ 190 000 habitants), Elbasan et Shkodra chacune avec environ 100 000 habitants, Vlora (95 000), Korçë (80 000) et Berat (70 000).

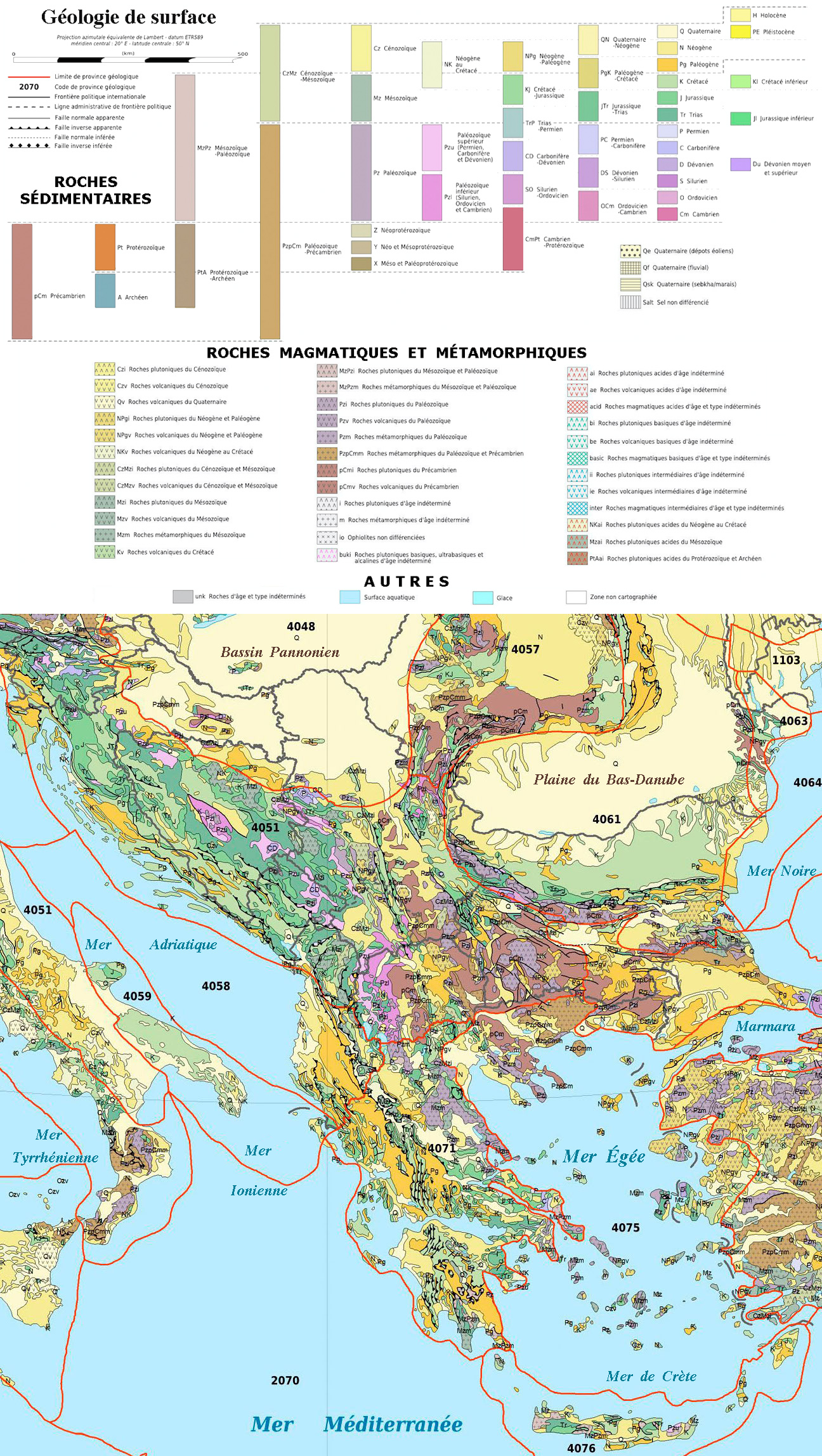
Géologie de l'Albanie et des Balkans.

L'Albanie est un pays montagneux (70 %), dont le point culminant s’élève à 2 753 m (mont Korab). Le reste est constitué de plaines alluviales, dont le terrain est plutôt de piètre qualité pour l’agriculture, alternativement inondé ou desséché. Les terres les plus fertiles sont situées dans le district des lacs (lac d'Ohrid, Grand Prespa et Petit Prespa) et sur certains plateaux intermédiaires entre la plaine et la montagne.
La seule île notable est celle de Sazan qui fut tour à tour occupée par diverses grandes puissances européennes.
Le plus grand fleuve albanais est la Drin. Long de 335 km, il est un des seuls à connaître un débit relativement stable tout au long de l’année. Les autres cours d’eau sont généralement presque secs durant l’été, même les rivières Semani et Vjosa qui ont pourtant une longueur de plus de 160 km.
Le climat y est méditerranéen dans les régions littorales (moyenne hivernale : 7°), et devient plus continental dans le relief. Les précipitations sont assez élevées (1 000 à 1 500 mm annuels), le flux d’air humide rencontrant la masse d’air continentale plus froide, surtout pendant l’hiver, qui est la saison pluvieuse.
Ressources naturelles : pétrole, gaz naturel, charbon, chrome, cuivre, bois, nickel, potentiel hydroélectrique.